# تيتسويا شيبا
تيتسويا شيبا (باليابانية: ちばてつや) هو مانغاكا ياباني، ولد في 11 يناير 1939 في طوكيو في اليابان.

## وصلات خارجية
- تيتسويا شيبا على موقع ANN person (الإنجليزية)

- الموقع الرسمي